# Luís Antônio Ferraz
Luís Antônio Ferraz (Rio de Janeiro, 7 de maio de 1833[carece de fontes?] — Pernambuco, 10 de fevereiro de 1891) foi militar (coronel) e político brasileiro. Foi governador do Ceará, de 16 de novembro de 1889 a 22 de janeiro de 1891, o primeiro no regime republicano. Antes, era comandante do 11º Batalhão de Infantaria em Fortaleza.
Por ser militar e republicano, foi nomeado pelo Presidente da República, Marechal Deodoro da Fonseca, para o cargo de Presidente provisório do Ceará. Uma de suas missões era dissolver as câmaras municipais e nomear conselhos republicanos provisórios para a gestão dos municípios, além de combater dissidentes do novo regime.
Gravemente enfermo, afastou-se do governo em 11 de janeiro de 1891, assumindo seu lugar o 1º vice-governador João Cordeiro. Faleceu um mês depois e foi substituído por Benjamin Liberato Barroso.